# Enbakom (Tekelehawariat)
Enbakom (imię świeckie Enbakom Tekelehawariat, ur. 1957) – duchowny Etiopskiego Kościoła Ortodoksyjnego, od 2015 arcybiskup Jerozolimy.

## Życiorys
Sakrę biskupią otrzymał 26 sierpnia 2005 i objął diecezję Południowego Omo. W latach 2013–2015 był biskupem Harargie. W 2015 objął rządy w archidiecezji jerozolimskiej.